# Ragozi
Ragozi (en rus: Рагозы) és un poble de l'óblast de Pskov, a Rússia, segons el cens del 2010 tenia 12 habitants. Pertany al districte d'Usviati.